# Fischerula
Fischerula es un género de hongos de la familia Morchellaceae. Fue descrita por Oreste Mattirolo en 1928, el nombre del género hace referencia al micólogo suizo Eduard Fischer. El género contiene dos especies tipo trufas. La especie tipo Fischerula macrospora es nativa de Italia, mientras que Fischerula subcaulis se encuentra en bosques de coníferas y mixtos de Oregón y Washington.